# Katedra Świętych Apostołów Piotra i Pawła w Łucku
Katedra Świętych Apostołów Piotra i Pawła (ukr. Собор святих Петра і Павла) i kolegium jezuickie – zabytek architektury o narodowym znaczeniu w Łucku. Kościół i kolegium powstały na potrzeby zakonu jezuitów. Dziś kolegium pełni rolę uczelni, a kościół jest katedrą rzymskokatolickiej diecezji Łuckiej. Katedra jest kościołem parafialnym dla parafii katedralnej św. Apostołów Piotra i Pawła w Łucku.

## Historia

### Budowa
Zakon jezuitów powstał w Łucku na początku XVII wieku. Do ufundowania kościoła i kolegium najbardziej przyczynili się król Zygmunt III Waza, biskup Marcin Szyszkowski i biskup Paweł Wołucki. Projekt budowy został zaprojektowany przez architekta M. Hintza, prawdopodobnie później, został uzupełniony i zmieniony przez architekta Giacomo Briano. 16 lipca 1616 z jego udziałem odbyło się wmurowanie kamienia węgielnego w fundament kościoła. Ostatecznie prace zostały zakończone w drugiej połowie lat trzydziestych XVII wieku w stylu renesansowym. Kościół jezuitów powstał w miejscu wieży Wjazdowej zamku Okólnego, budowlę usytuowano w taki sposób, by główna fasada kościoła znalazła się obok bramy wjazdowej do zamku. Pomieszczenia kolegium wybudowano w XVII wieku według projektu architekta Benedykta Molli.

### Studia w Kolegium

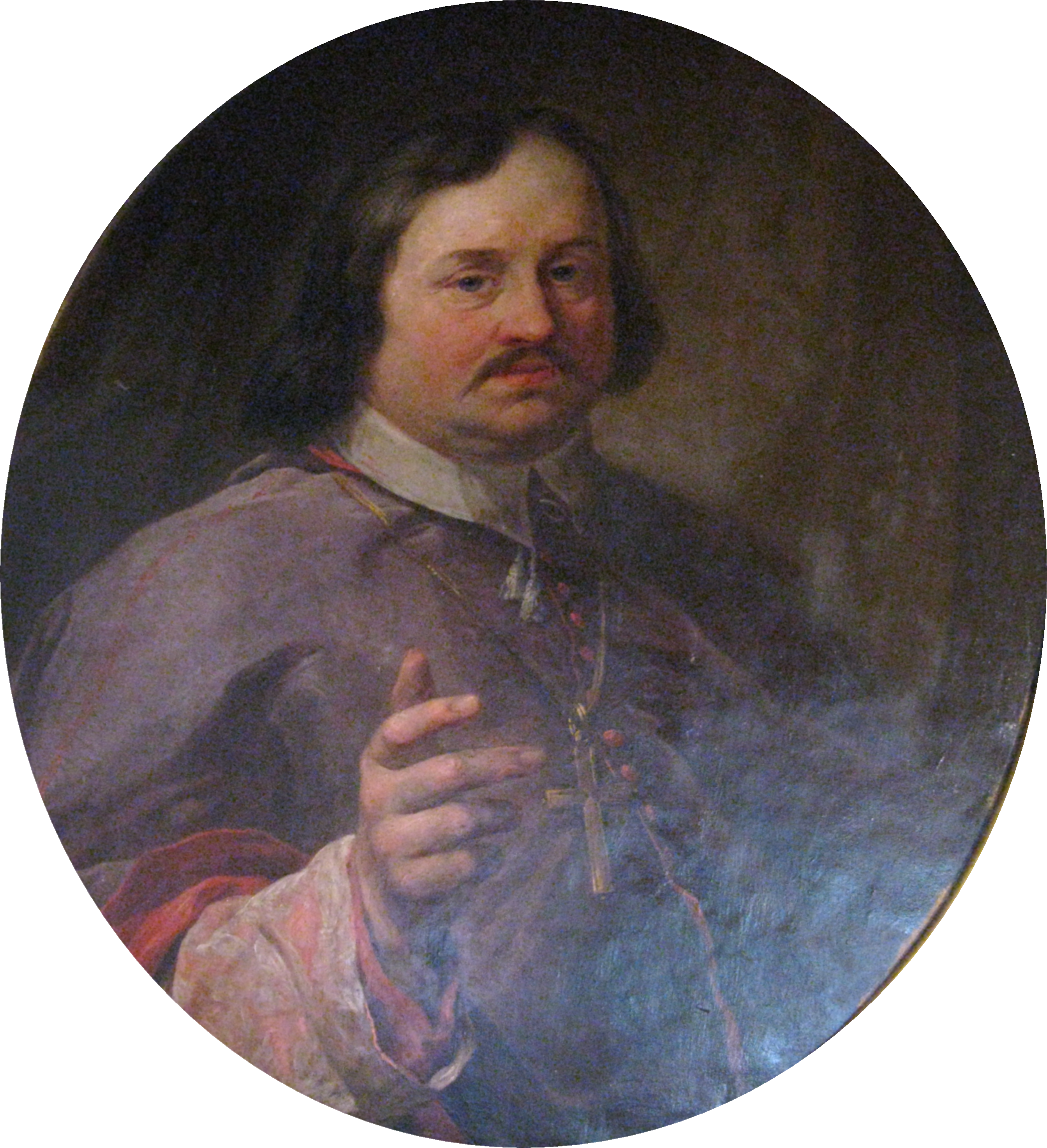
Kazimierz Florian Czartoryski

Na początku w kolegium uczyło się 150 uczniów, w późniejszych czasach ich liczba zwiększyła się do ponad 300. Nauka była bezpłatna, uczelnia słynęła z wysokiego poziomu, dlatego do Łucka przyjeżdżali studenci ze Lwowa, Ostroga i Kijowa. Kurs teologii moralnej wprowadzono w 1615 roku, filozofii w 1636 roku.  Wykładano również szermierkę, taniec, języki. Działał teatr, dla którego specjalnie przeznaczono salę teatralną w pomieszczeniu kolegium. Wykładanie filozofii było wstrzymane w 1638 i wznowione dopiero w 1688 roku. Matematykę i fizykę wykładano w latach 1692—1695, i wznowiono w 1753 roku. W 1762 roku nauczanie uzupełniono o  kurs etyki i rozszerzony kurs filozofii.
Tu uczył się Kazimierz Florian Czartoryski.

### Konflikty z prawosławnymi
Stosunki jezuitów łuckich z członkami prawosławnego bractwa łuckiego były skomplikowane, napięte, niekiedy dochodziło do bójek i spraw w sądzie. W latach 1620—1630 miały miejsce starcia między braćmi i uczniami kolegium. W zajściach w roku 1627 i 1634 brało udział od dziesięciu do dwóch setek osób. Napady jezuitów na zakonników brackich i uczniów szkoły brackiej miały miejsce w latach 1627—1628 oraz w roku  1639. W roku 1627 szlachcic Wojciech Chełpowski próbował utopić zakonnika brackiego Serapiona w rzece Styr. Żebrak Łukjan Piński, który mieszkał w klasztorze brackim, został zakatowany na śmierć przez studentów kolegium.

### Przebudowa, kasacja klasztoru

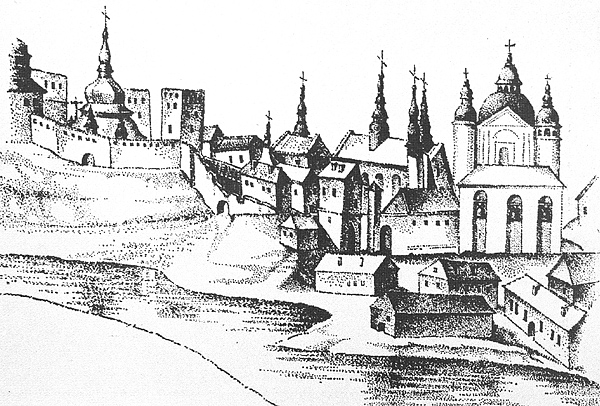
Katedra po prawej na ikonie z XVIII w.

14 czerwca 1724 roku wybuchł wielki pożar, który bardzo poważnie uszkodził kościół i kolegium. W ciągu następnych lat aż do 1730 roku zabudowania jezuickie  poddano gruntownej renowacji przy współudziale architekta-jezuity Pawła Giżyckiego. Po restauracji świątynia nabrała nowego charakteru. Żeby zachować osłabione przez pożar ściany, obudowano je galeriami i kruchtą z chórem; dobudowano dwie wieże zewnętrzne. Kościół przebudowano w stylu klasycystycznym. W 1773 roku Papież Klemens XIV opublikował brewe, na mocy którego zdecydowano o kasacie zakonu jezuitów. Kościół został przekazany Komisji Edukacji Narodowej, a kolegium zlikwidowano.

### Katedralna historia
W 1787 roku kościół uzyskał status katedry. Kapituła wspólnie z kancelarią diecezjalną zajęły część byłego kolegium. Okres XIX wieku był trudny dla katolików w związku niechęcią władz rosyjskich wobec katolicyzmu. W katedrze znalazło się wiele przedmiotów z łuckich kościołów, których funkcjonowanie zostało zakazane przez władze. W 1933 w podziemiach kościoła został pochowany Piotr Mańkowski – polski duchowny rzymskokatolicki, biskup kamieniecki, arcybiskup enejski; jego szczątki zostały sprofanowane przez Rosjan po wkroczeniu wojsk radzieckich na teren Polski po 17 września 1939.
Po II wojnie światowej i włączeniu Łucka do Ukraińskiej SRR w 1946 władze radzieckie uniemożliwiły działanie kościoła, otwarto tam muzeum ateizmu w 1981 roku. Spowodowało to znaczne zniszczenia zabytków sztuki oraz wnętrza świątyni. Po rozpadzie ZSRR kościół wznowił swoją działalność. W 1999 roku z Osnabrück w Niemczech  przywieziono organy z 1953 roku konstrukcji Heinricha Rohlfinga i Matthiasa Kreienbrinka. Dzisiaj funkcję biskupa pełni Witalij Skomarowski.

## Architektura

### Wygląd zewnętrzny

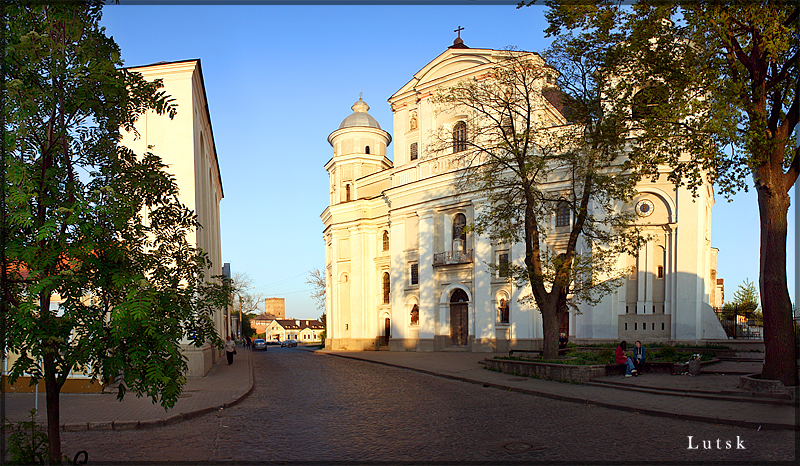
Katedra od strony ulicy

Świątynia jest trójnawową krzyżowo-kopułową bazyliką opartą na krzyżu greckim z okólnymi galeriami i dwiema wieżami na rogach głównej fasady. W głównej elewacji można dostrzec bogatą kompozycję objętości, płaszczyzn i osi. Wieże kościoła mają różną formę – zachodnia jest czworoboczna, a wschodnia ośmiokątna. Główną fasadę zdobi pięć rzeźb. Tu również znajdują się tablice z inskrypcjami łacińskimi. Za kościołem znajduje się trzypiętrowe kolegium. Na uwagę zasługuje południowo-zachodnia elewacja. Ścianę zdobi pięć wielkich ryzalitów zwieńczonych gzymsami, trójkątnymi frontonami oraz daszki pokryte dachówką. Za fasadą, po południowej stronie znajduje się obronna wieża Czartoryskich z XVI wieku należąca wraz z pozostałym murem do zamku.

### Wnętrze

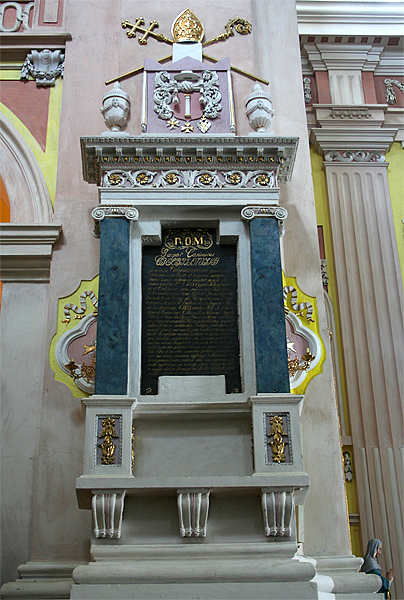
Epitafium Cieciszowskiego

We wnętrzu kościoła znajdują się obrazy, epitafia, tablice pamiątkowe, zabytkowe meble, malowidła ścienne, rzeźby, płaskorzeźby, monogramy, pieczątki, dekoracje architektoniczne. Obrazy zdobią główną część świątyni i zakrystię z kaplicą Najświętszego Sakramentu. Niektóre obrazy były poddawane restauracji lub przeróbkom, część z nich jest przeniesiona z innych kościołów w Łucku. Najstarsze płótna pochodzą z XVIII wieku, są to prace nieznanych autorów. Niektóre mają ślady przeróbek mających na celu dopasowywanie płótna do rozmiarów wnęki. Widać to na obrazie przedstawiającym św. Franciszka (pochodzenie i autor nieznane), na wizerunku św. Hieronima oraz na obrazie Biczowany Chrystus i innych. Są też obrazy, które malowano na zamówienie kościoła i pierwotnie były dopasowane do konkretnych wnęk, na przykład, obrazy Włocha C. Villani, 1801. W zakrystii malarstwo ścienne przedstawia niektóre inne kościoły Łucka: Bernardynów, Dominikanów, Karmelitów, Trynitarzy.

## Dzisiaj

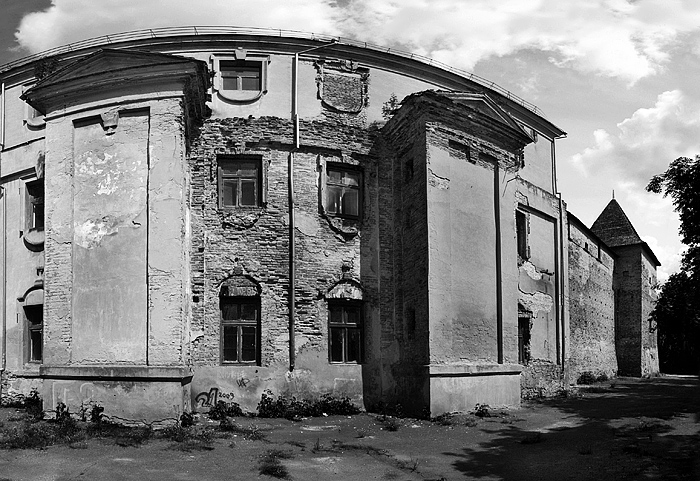
Kolegium. Fasada południowo-zachodnia

Obecnie kościół jezuicki jest główną świątynią diecezji Łuckiej, która obejmuje obwody wołyński i rówieński. Dziś kolegium jest wykorzystywane przez Wołyńskie Technikum Narodowego Uniwersytetu Technologii Spożywczych. Pod zabudowaniami znajdują się podziemia dostępne do zwiedzania z przewodnikiem. Wejście do podziemia znajduje się pod basztą z dzwonem na południowo-zachodniej fasadzie.

## Pożary
- 1724
- 1774
- 1780
- 1800
- 1803
- 1818
- 1925

### Biskupi katedry
| Biskupi ordynariusze – okresy rządów w diecezji łuckiej | Biskupi ordynariusze – okresy rządów w diecezji łuckiej | Biskupi ordynariusze – okresy rządów w diecezji łuckiej |
| ------------------------------------------------------- | ------------------------------------------------------- | ------------------------------------------------------- |
| Feliks Paweł Turski                                     | 1769–1790                                               |                                                         |
| Adam Tadeusz Naruszewicz                                | 1790–1796                                               |                                                         |
| Kacper Kazimierz Cieciszowski                           | 1798–1827                                               |                                                         |
| Michał Piwnicki                                         | 1827–1845                                               |                                                         |
| Kacper Borowski                                         | 1848–1871                                               |                                                         |
| Szymon Marcin Kozłowski                                 | 1883–1891                                               |                                                         |
| Cyryl Lubowidzki                                        | 1897–1898                                               |                                                         |
| Bolesław Hieronim Kłopotowski                           | 1899–1901                                               |                                                         |
| Karol Antoni Niedziałkowski                             | 1901–1911                                               |                                                         |
| Ignacy Dubowski                                         | 1916–1925                                               |                                                         |
| Adolf Szelążek                                          | 1925–1950                                               |                                                         |
| Marcjan Trofimiak                                       | 1998–2012                                               |                                                         |
| Stanisław Szyrokoradiuk (administrator)                 | 2012–2014                                               |                                                         |
| Witalij Skomarowski                                     | 2014 – nadal                                            |                                                         |

## Galeria

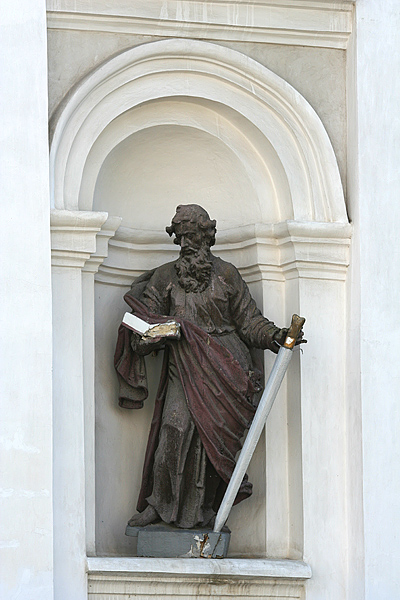
Św. Paweł
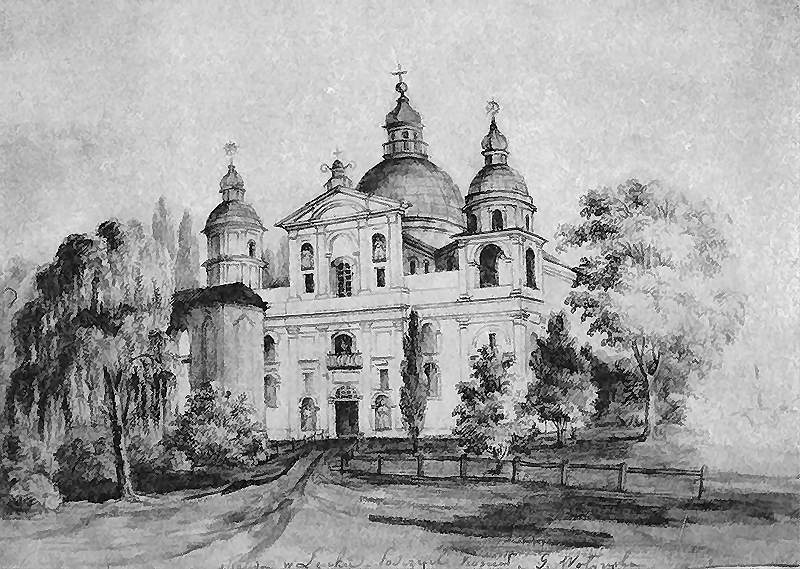
Widok katedry autorstwa Napoleona Ordy
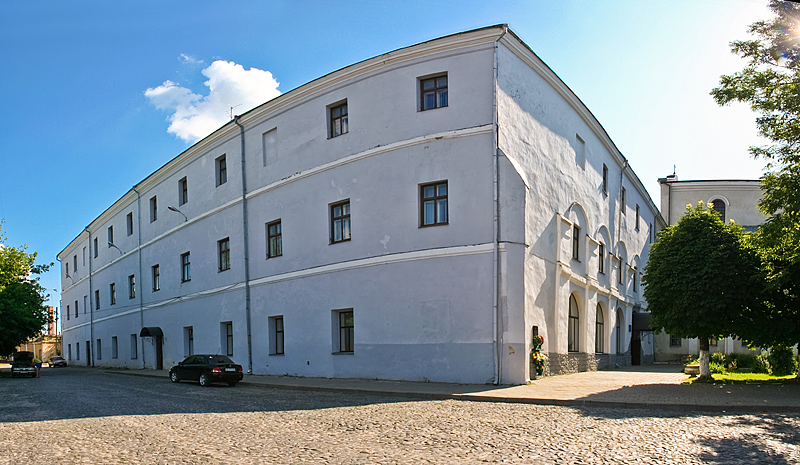
Widok na kolegium